# Aristóbulo del Valle
Aristóbulo del Valle är en ort i Argentina.   Den ligger i provinsen Misiones, i den nordöstra delen av landet, 900 kilometer norr om huvudstaden Buenos Aires. Aristóbulo del Valle ligger 494 meter över havet och antalet invånare är 20 683.
Terrängen runt Aristóbulo del Valle är kuperad åt nordväst, men åt sydost är den platt. Aristóbulo del Valle ligger uppe på en höjd. Aristóbulo del Valle är det största samhället i trakten.
I omgivningarna runt Aristóbulo del Valle växer i huvudsak städsegrön lövskog. Runt Aristóbulo del Valle är det ganska glesbefolkat, med 32 invånare per kvadratkilometer.